# ISO 25000
ISO 25000은 국제 표준화 기구(ISO)에서 제정한 S/W 품질평가를 위한 S/W 품질평가 통합모델 표준이다.

## 정의
- ISO/IEC 25000: SQuaRE(Software Product Quality Requirements and Evaluation)
- 소프트웨어 개발 공정 각 단계에서 산출되는 제품이 사용자 요구를 만족하는지 검증하기 위해 품질 측정과 평가를 위한 모델, 측정기법, 평가방안에 대한 통합한 국제표준이다.

## 특징
- 소프트웨어 품질평가 모델인 ISO 9126와 소프트웨어 평가절차 모델 ISO 14598을 통합
- 2014.03.14 ISO/IEC 25000:2014 현재 published.아래 사이트에서 구매 가능.

=>(http://www.iso.org/iso/home/store/catalogue_tc/catalogue_detail.htm?csnumber=64764)
- 소프트웨어의 기능성 이외의 특성인 신뢰성, 사용성, 이식성, 효율성, 유지보수성을 평가

## 구성요소
- 소프트웨어 품질 요구사항(Software Quality Requirement)
- 소프트웨어 품질 모형(Software Quality Model)
- 소프트웨어 품질 관리지침(Software Quality Management)
- 소프트웨어 품질 측정지침(Software Quality Measurement)
- 소프트웨어 품질 평가지침(Software Quality Evaluation)